# 아르데츠
아르데츠(Ardez (도움말·정보)[ɐrˈdɛts])는 스위스 동부 그라우뷘덴주의 인구에 있는 이전 시정촌이다. 마을은 하부 엥가딘 계곡에 있다. 2015년 1월 1일 아르데츠, 구아르다, 타라스프, 프탄 및 젠트의 이전 시정촌이 스쿠올 시로 통합되었다.

## 역사
아르데츠는 840년에 Ardezis로 처음 언급되었다. 19세기에 독일식 이름인 Steinsberg로 알려졌다.

## 지리

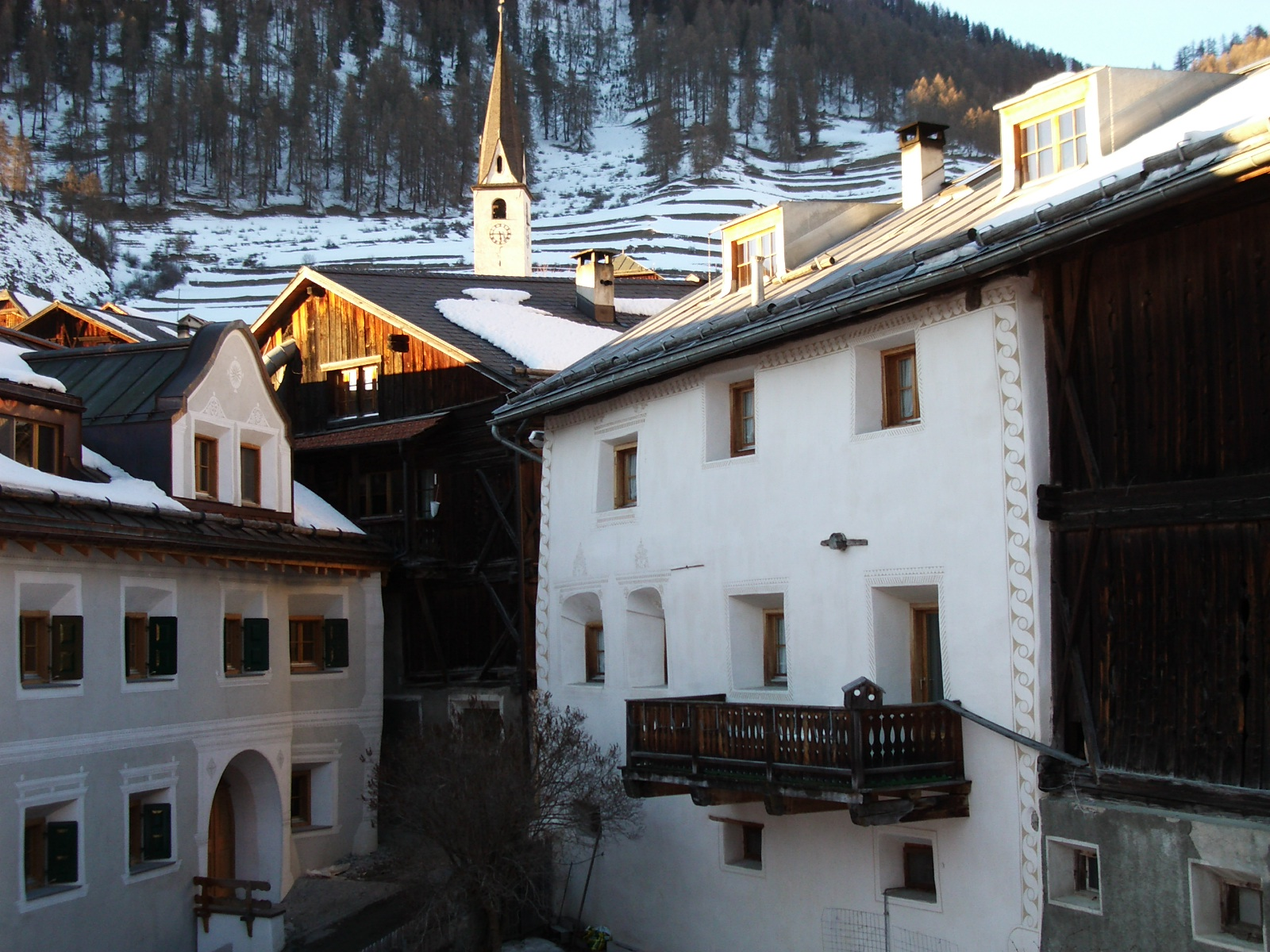
마을 중심

아르데츠의 면적은 2006년 기준으로 61.4k㎡이다. 이 지역 중 29.7%는 농업용으로 사용되고 20%는 산림이다. 나머지 토지 중 0.8%는 정착지(건물 또는 도로)이고, 나머지(49.5%)는 비생산적(강, 빙하 또는 산)이다.
이전 시정촌은 인강의 좌안에 마을과 함께 인구의 주어타스나 하위 지구에 있다. 그것은 아르데츠 마을과 보샤(Bos-cha) 및 주어앙(Sur En)의 작은 마을로 구성된다

## 인구 통계

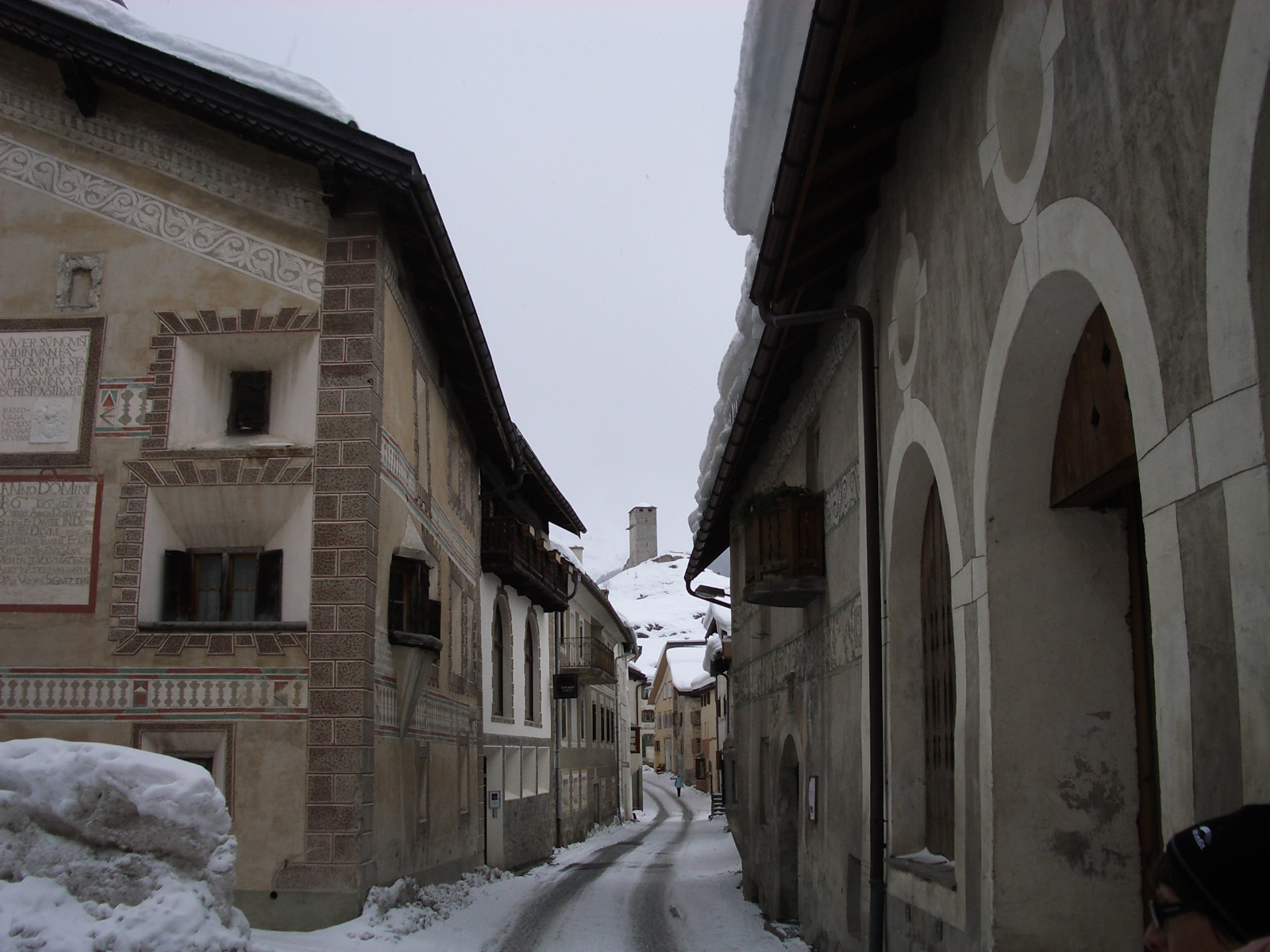
아르데츠 거리

2014년 기준, 아르데츠의 인구는 427명이다. 2007년 기준으로 인구의 9.8%가 외국인으로 구성되어 있다. 지난 10년 동안 인구는 0.5%의 비율로 증가했다.
2000년 기준으로 인구의 성별 분포는 남성 52.0%, 여성 48.0%였다. 2000년 기준 아르데츠의 연령 분포는 다음과 같다. 48명의 어린이 또는 인구의 12.0%가 0세에서 9세 사이이다. 10~14세가 23명(5.7%)이고 15~19세가 23명(5.7%)이다. 성인 인구 중 40명(인구의 10.0%)이 20~29세이다. 55 명 또는 13.7 %는 30 ~ 39세, 54명 또는 13.5 %는 40 ~ 49세, 58명 또는 14.5 %는 50 ~ 59세이다. 노인 인구 분포는 35명 또는 인구의 8.7%가 60 ~ 69세이다. 70~79세는 42명(10.5%), 80~89세는 20명(5.0%), 90~99세는 3명(0.7%)이다.
2007년 연방 선거에서 가장 인기 있는 정당은 47.3%의 득표율을 기록한 SVP였다. 다음으로 가장 인기 있는 3개 정당은 SPS (29.8%), FDP (13.8%) 및 CVP (7.2%)였다.
아르데츠에서는 인구의 약 70%(25-64세)가 비필수 고등교육 또는 추가 고등교육(대학 또는 응용학문대학)을 완료했다.
아르데츠의 실업률은 1.08%이다. 2005년 현재 1차 경제 부문에 40명이 고용되어 있고, 이 부문에 약 19개 기업이 참여하고 있다. 33명이 2차 부문에 고용되어 있고, 이 부문에 7개의 기업이 있다. 49명이 3차 부문에 고용되어 있으며, 이 부문에는 15개의 기업이 있다.
역사적 인구는 다음 표에 나와 있다.
| 년도 | 인구   |
| ---- | ------ |
| 1835 | 599    |
| 1900 | 612    |
| 1910 | 1,005a |
| 1950 | 541    |
| 1960 | 480    |
| 1970 | 491    |
| 1980 | 383    |
| 1990 | 393    |
| 2000 | 401    |

^a  철도 건설 중에 인구가 증가했다.

## 언어
2000년 기준, 대부분의 인구는 래티셰 로만슈어(73.8%)를 사용하며, 독일어가 2위(20.2%)이고, 이탈리아어가 3위(3.0%)이다. 인구의 대다수는 로만슈어의 발라더 방언을 사용한다. 로만슈어는 마을 학교에서 가르치고 지자체에서 사용된다. 1900년까지 지방 자치 단체는 거의 로만슈어(1880년 94%, 1900년 94%)였다. 1941년 84%, 1980년 83%, 대부분은 20세기 내내 감소했다. 언어의 현대적 상황은 다음 표에 나와 있다.
| 아르데츠의 언어 |             |             |             |             |             |             |
| 언어            | Census 1980 | Census 1980 | Census 1990 | Census 1990 | Census 2000 | Census 2000 |
| 언어            | 수          | 비율        | 수          | 비율        | 수          | 비율        |
| 독일어          | 50          | 13.05%      | 78          | 19.85%      | 81          | 20.20%      |
| 로만슈어        | 316         | 82.51%      | 288         | 73.28%      | 296         | 73.82%      |
| 이탈리아어      | 17          | 4.44%       | 26          | 6.62%       | 12          | 2.99%       |
| 인구            | 383         | 100%        | 393         | 100%        | 401         | 100%        |

## 국가중요문화재
샤스테(선사 시대 유적지, 중세 요새 및 교회)와 헛간이 있는 도펠본하우스(Doppelwohnhaus, 더블 하우스)는 국가적으로 중요한 스위스 문화 유산으로 등재되어 있다.
샤스테 유적지에는 청동기 시대 후기 (멜라우너 문화)에서 철기 시대 초기(프리첸스-산제노 문화)까지의 정착지와 로마 제국의 일부 발견이 포함된다.

## 교통
아르데츠는 이 지역의 많은 하이킹을 위한 출발점이다. 가장 가까운 스키장은 프탄(Ftan)과 스쿠올 위의 모타 나룬스(Motta Naluns)에 있으며 아르데츠에서 약 10km 떨어져 있다.
아르데츠역은 래티셰 철도(RhB)의 베버-스쿠올-타라스프 철도 노선과 주요 27번 도로에 있다.

## 갤러리

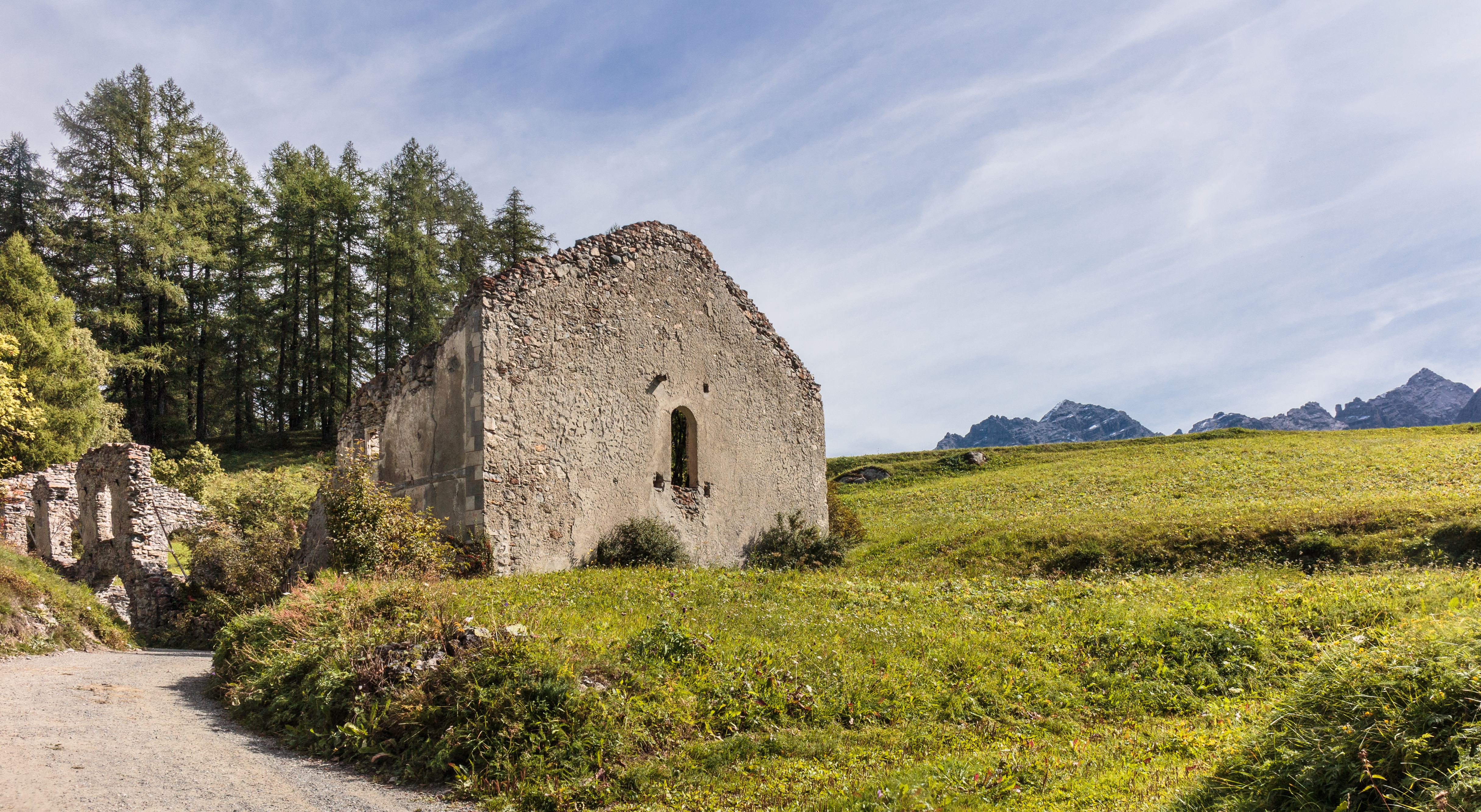
서면
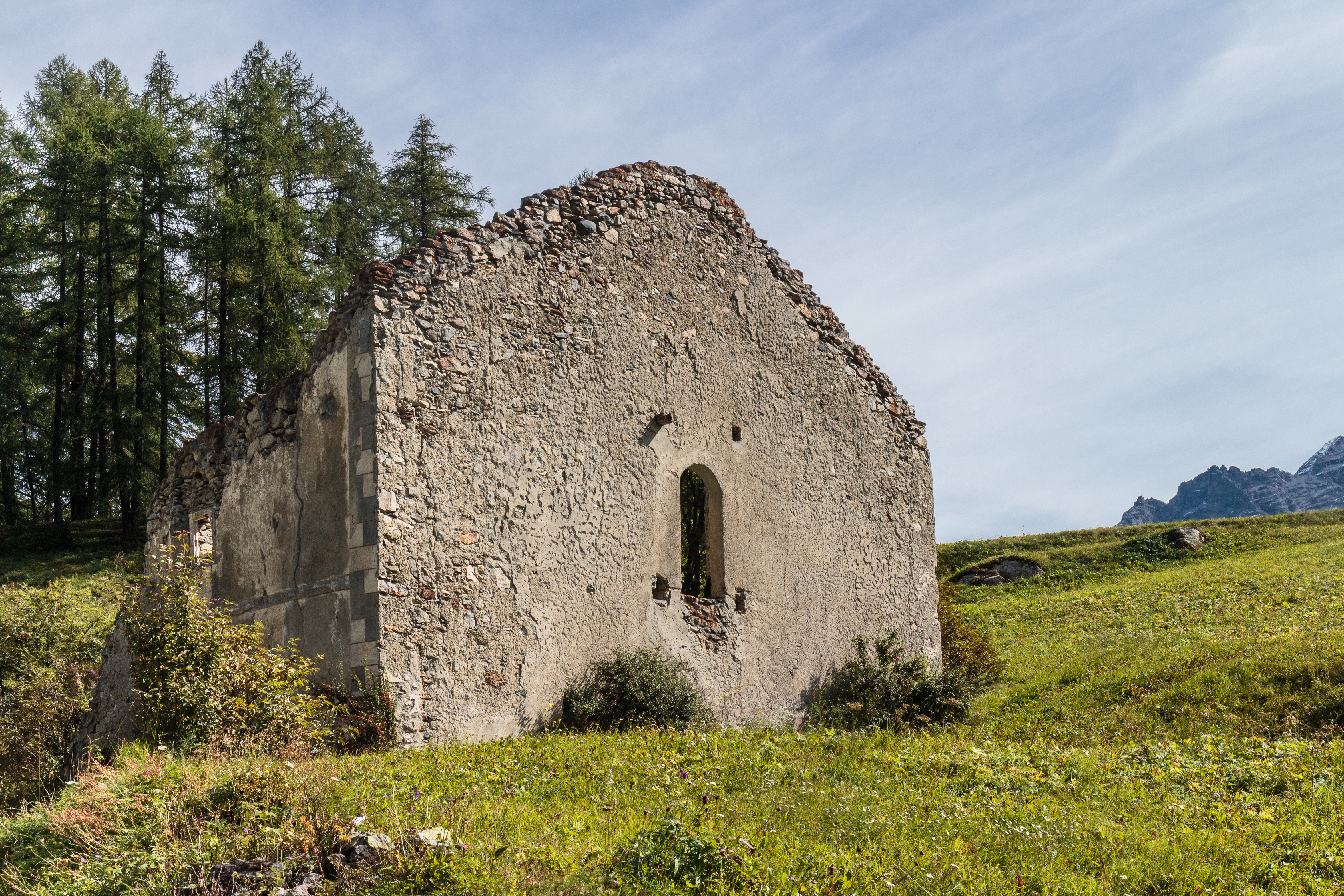
서면
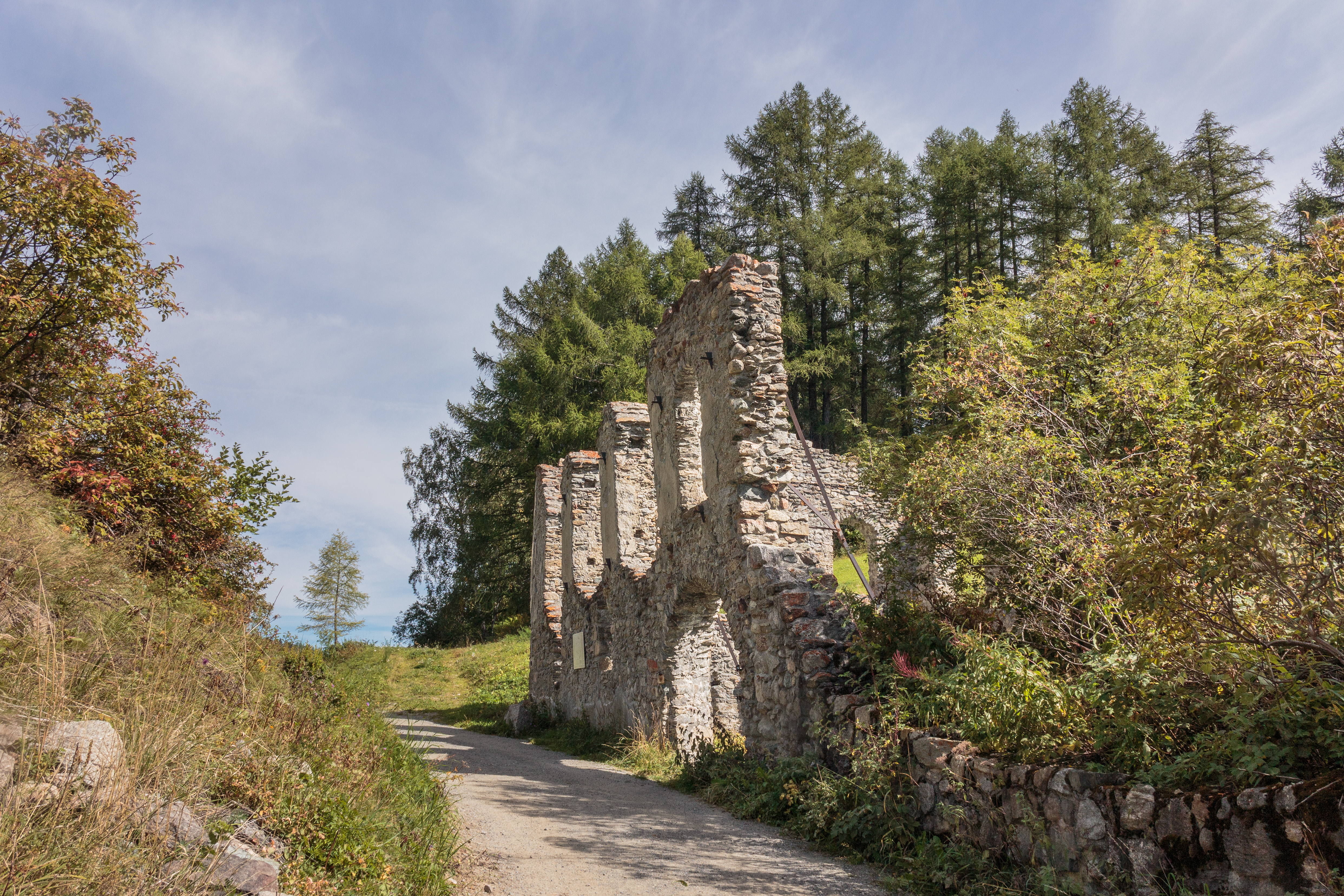
북면
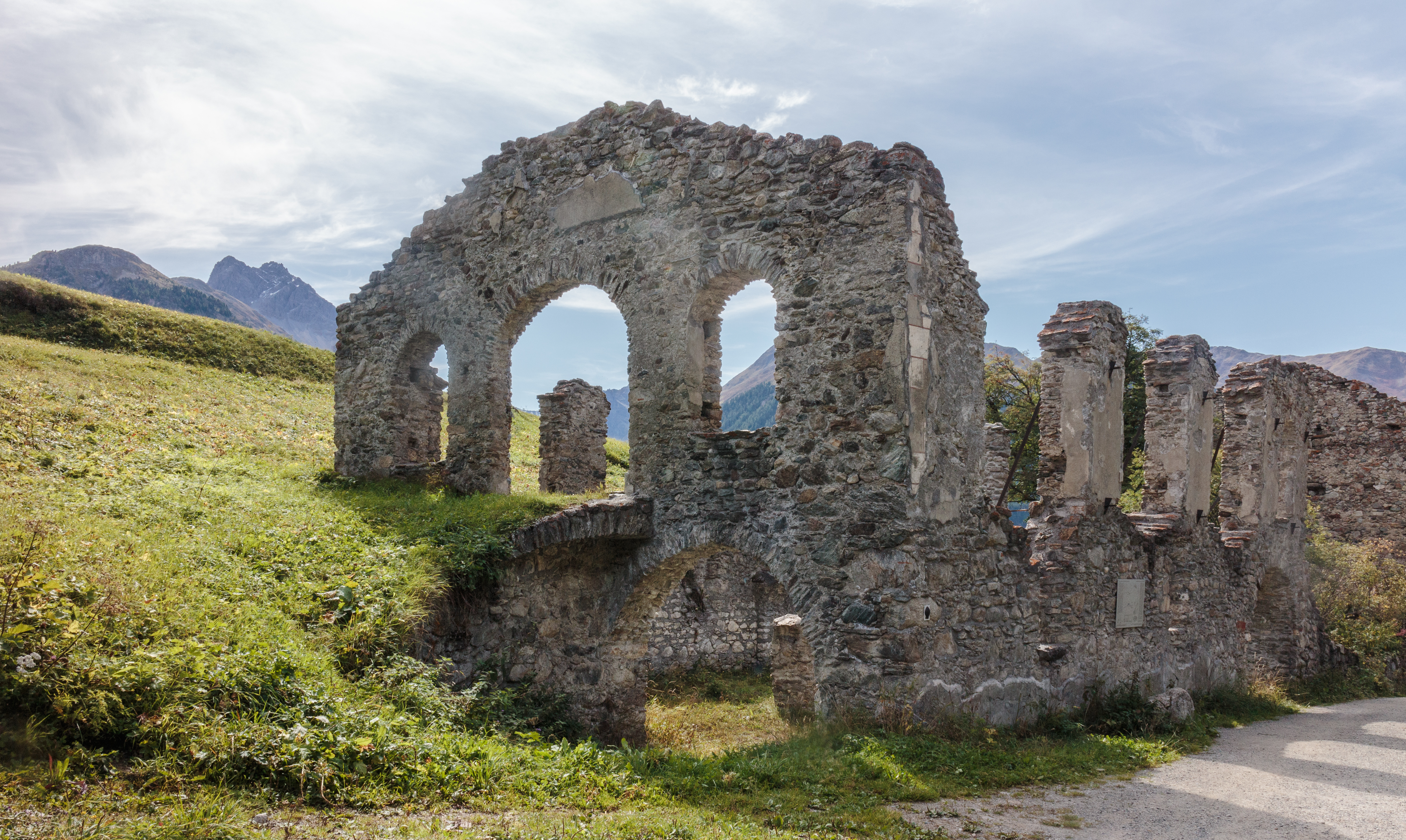
동면
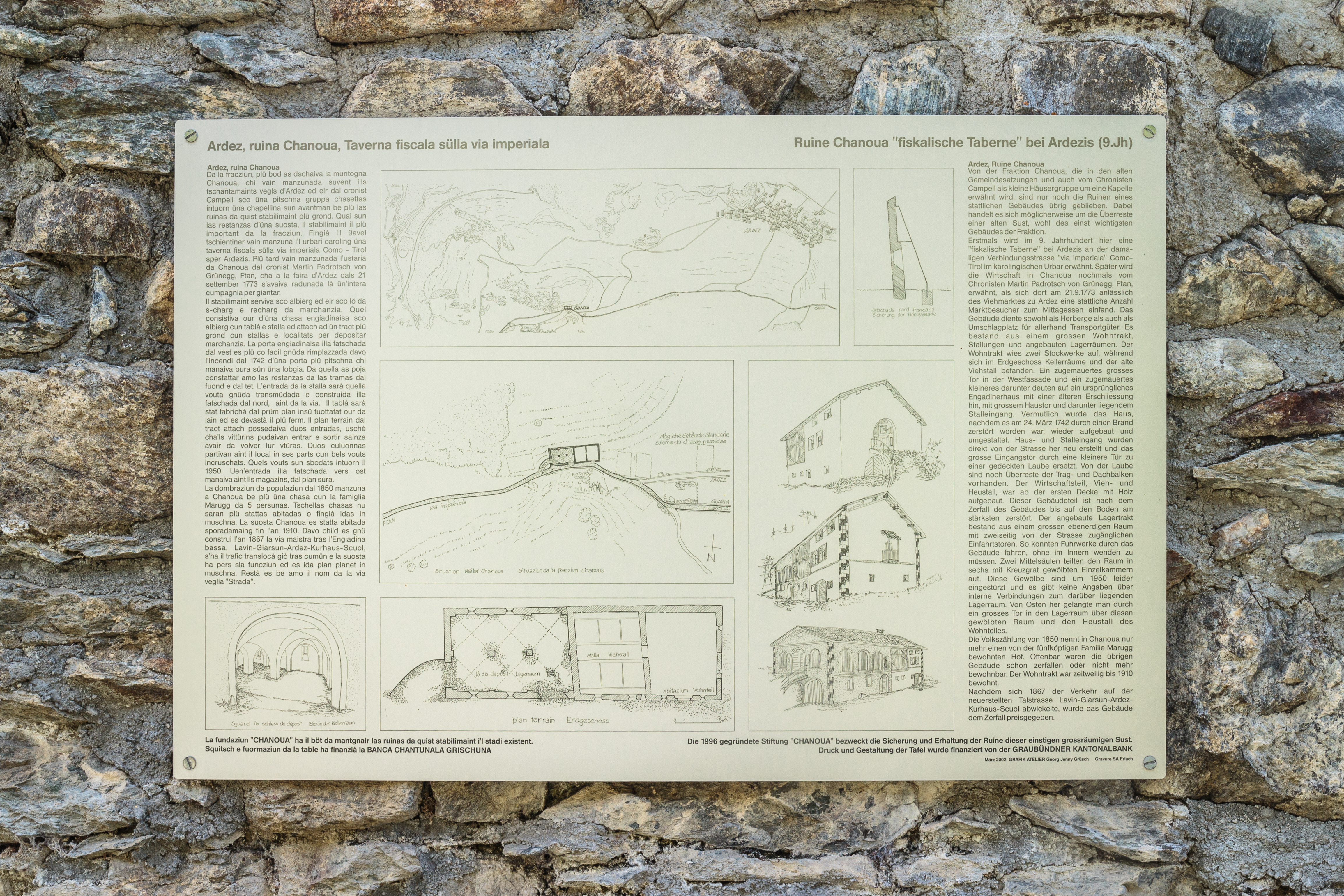
정보판